# Aderus bigeminatus
Aderus bigeminatus é uma espécie de insecto besouro pertencente à família Aderidae. Foi descrito, cientificamente, por George Charles Champion, em 1916.

## Distribuição geográfica
Habita na China.